# T. John Lesinski
Thaddeus John Lesinski (* 28. April 1925 in Detroit, Michigan; † 13. August 1996) war ein US-amerikanischer Politiker. Zwischen 1961 und 1965 war er Vizegouverneur des Bundesstaates Michigan.

## Werdegang
Während des Zweiten Weltkrieges diente John Lesinski im 1938 gegründeten United States Maritime Service. Nach einem anschließenden Jurastudium an der University of Detroit und seiner 1950 erfolgten Zulassung als Rechtsanwalt begann er in einer großen Kanzlei zu arbeiten. Gleichzeitig schlug er als Mitglied der Demokratischen Partei eine politische Laufbahn ein. Zwischen 1951 und 1960 war er Abgeordneter im Repräsentantenhaus von Michigan.
1960 wurde Lesinski an der Seite von John Swainson zum Vizegouverneur von Michigan gewählt. Dieses Amt bekleidete er zwischen 1961 und 1965. Dabei war er Stellvertreter des Gouverneurs und Vorsitzender des Staatssenats. Seit 1963 diente er unter dem neuen Gouverneur George W. Romney von der Republikanischen Partei. Im August 1964 nahm Lesinski als Delegierter an der Democratic National Convention in Atlantic City teil, auf der Präsident Lyndon B. Johnson zur Wiederwahl nominiert wurde. Von 1965 bis 1976 war er Richter am Michigan Court of Appeals. Er war Mitglied der American Bar Association und der Kolumbusritter. John Lesinski starb am 13. August 1996.